# Wybory parlamentarne na Malcie w 1976 roku
W wyborach do Izby Reprezentantów na Malcie w 1976 roku zwyciężyła Partia Pracy przy frekwencji 94,4%. Do obsadzenia było 65 miejsc w parlamencie.

## Wyniki
|  | Partia          | Głosy   | Procent | Mandaty |
|  | --------------- | ------- | ------- | ------- |
|  | Partia Pracy    | 105.854 | 51,53   | 34      |
|  | Partia Narodowa | 99.551  | 48,46   | 31      |